# 13.ª División (Ejército Imperial Japonés)
La 13.ª División (第13師団, Dai Jūsan Shidan)fue una división de infantería del Ejército Imperial Japonés. Su nombre en código tsūshōgō era División Espejo (鏡兵団, Kyō-heidan), y su símbolo militar era 13D. La 13.ª División fue una de las cuatro nuevas divisiones de infantería creadas por el Ejército Imperial Japonés como preparación de la guerra ruso-japonesa el 1 de abril de 1905 (Meiji 38) después de que todas las divisiones fuesen enviadas a luchar a Manchuria, dejando el territorio nacional desprotegido
Fue reorganizada en 1937 (Shōwa 12) tras el estallido de la segunda guerra sino-japonesa.

## Primera formación
El 1 de abril de 1905, hacia el final de la guerra ruso-japonesa, todas las divisiones existentes fueron movilizadas, no quedando ninguna división estacionada en tierra firme. Se crearon cuatro divisiones, incluida la 13.ª División.
Siguiendo la opinión del presidente estadounidense Theodore Roosevelt, Japón decidió ocupar Karafuto para obtener una ventaja en las negociaciones de paz de la guerra ruso-japonesa, y para ello se desplegó la 13.ª División. La división, organizada como la 13.ª División independiente, desembarcó en Merei, aldea de Fukai, distrito de Odomari, Karafuto el 7 de julio y continuó hacia el norte. El 1 de agosto, el Ejército Imperial Ruso estacionado en Karafuto se rindió y así se completó la ocupación total de la isla. Posteriormente, con el Tratado de Portsmouth, la zona al sur de los 50 grados de latitud norte de Sajalín, que se había convertido en territorio ruso en virtud del Tratado de San Petersburgo, volvió a convertirse en territorio japonés.

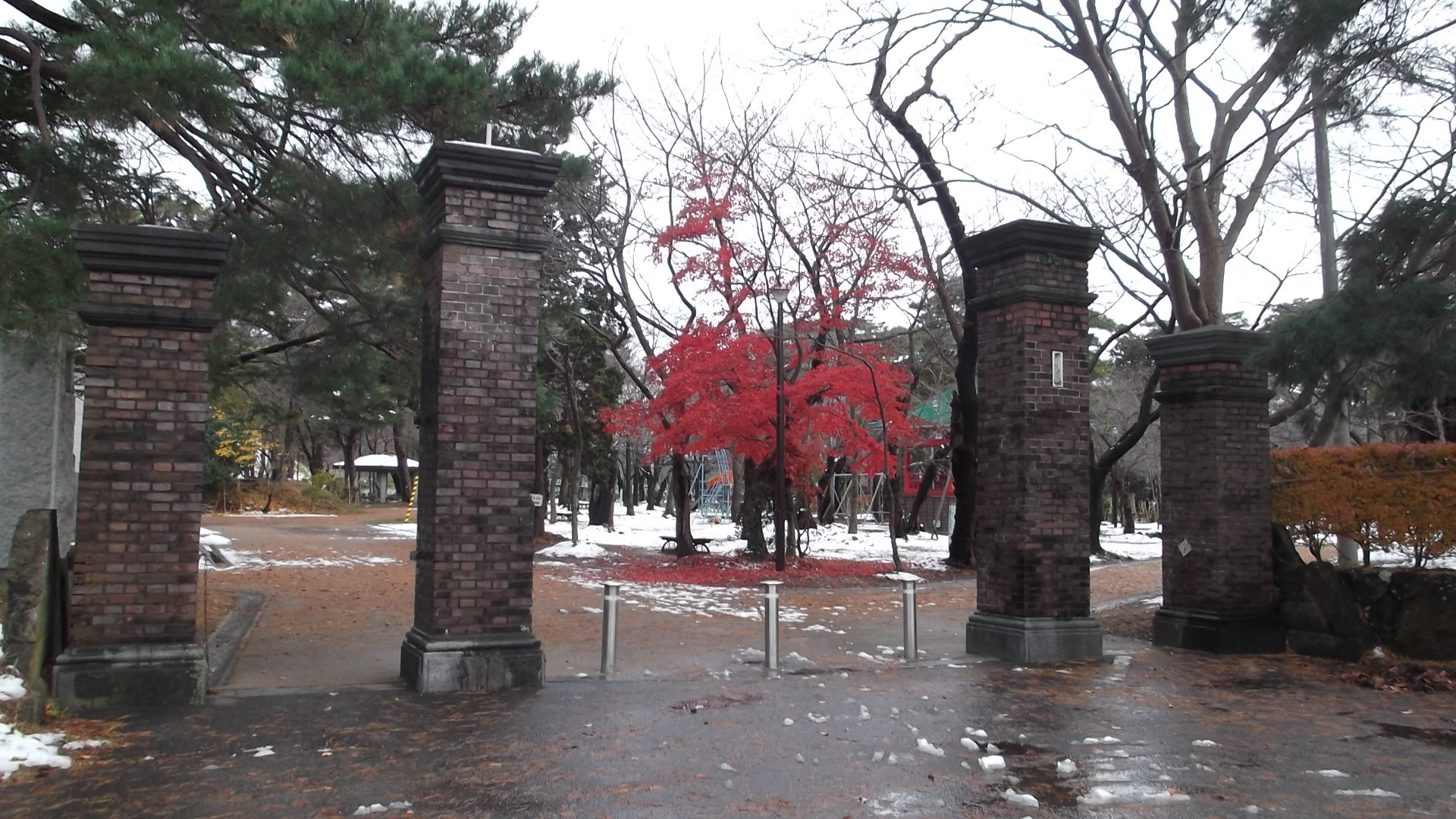
Antigua puerta del cuartel general de la 13.ª División del Ejército (parque de las ruinas del castillo de Takada, Jōetsu, Niigata)

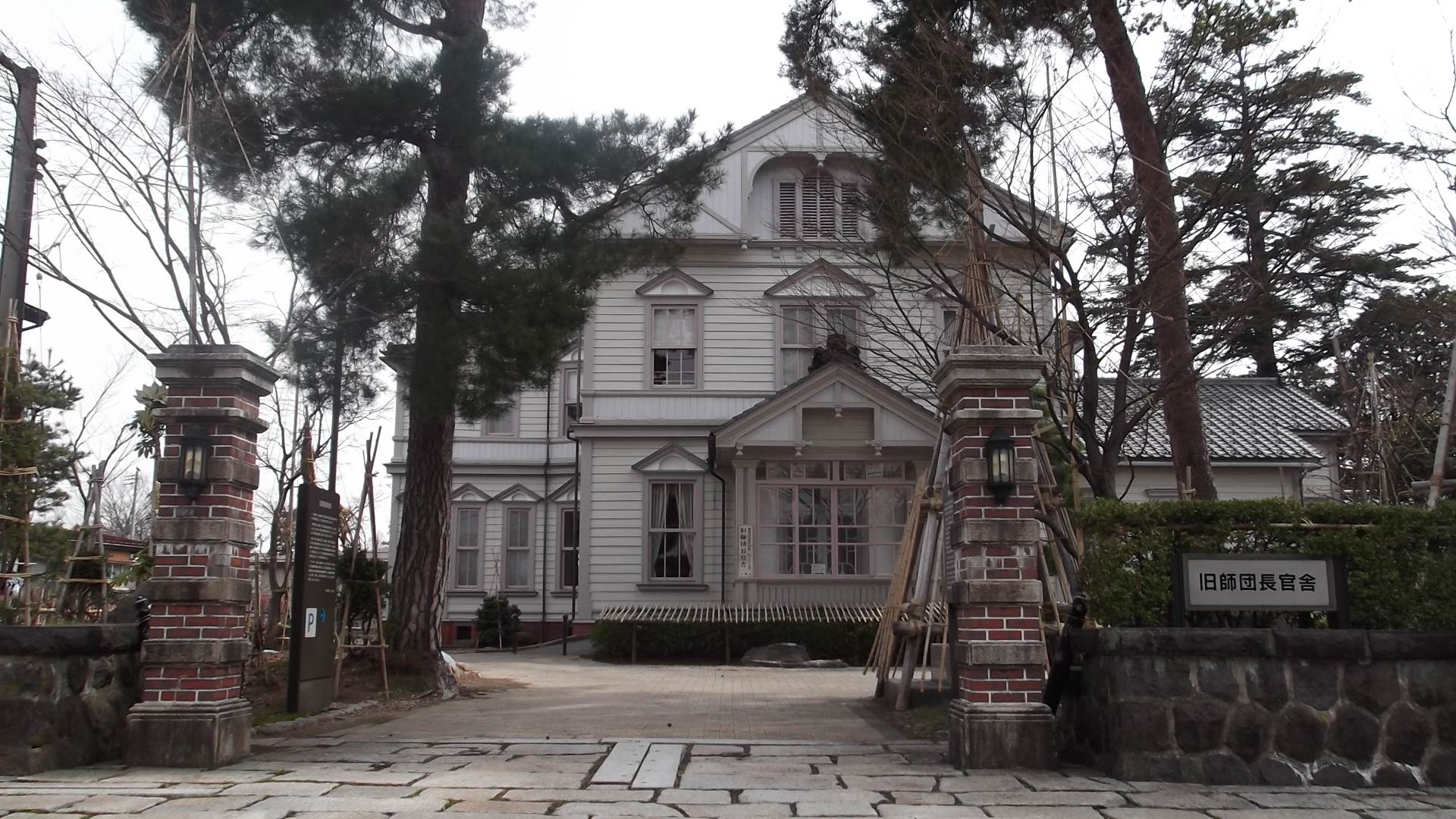
Edificio del antiguo comandante de la 13.ª División del Ejército (Jōetsu, Niigata)

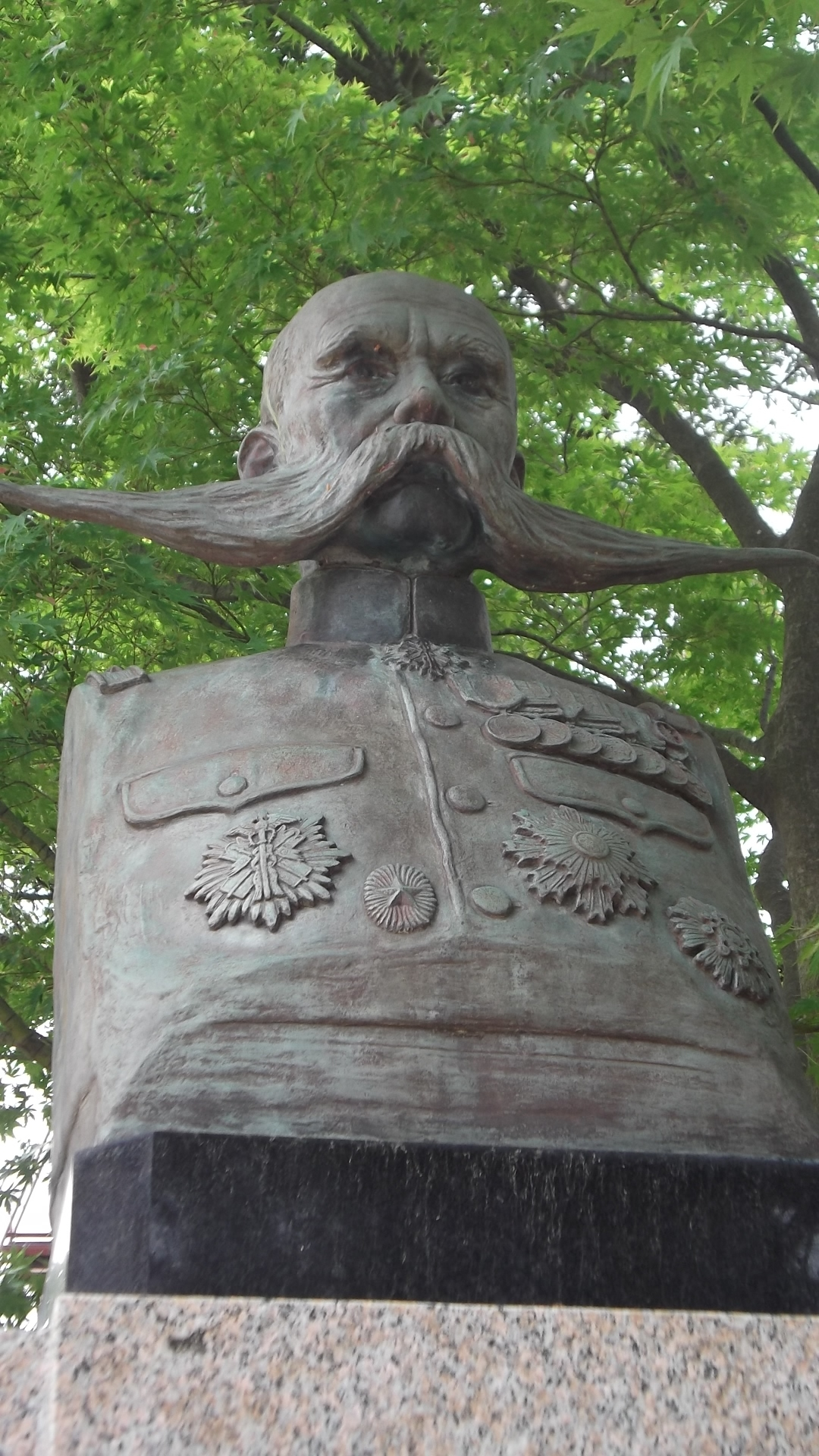
Estatua de bronce de Gaishi Nagaoka (ciudad de Jōetsu, Niigata, edificio del antiguo jefe de la 13.ª División del Ejército)

En 1906 (Meiji 39), cuando quedó claro que la 13.ª División se establecería como una división permanente en la región de Shinetsu (Shinano y Echigo), la ciudad de Takada, en la prefectura de Niigata hizo una campaña activa para atraerla y se convirtió en una zona de guardia. Se colocaron regimientos de infantería en Takada y Shibata de la prefectura de Niigata y en Matsumoto en la prefectura de Nagano, se colocó un batallón de zapadores en Ojiya en la prefectura de Niigata, y los elementos centrales de la división, incluido el cuartel general del distrito del regimiento, el destacamento de la policía militar y el hospital de guardia, fueron colocados en Takada. Además, alrededor de la ciudad de Takada se establecieron las zonas de entrenamiento y campos de tiro.
El 6 de noviembre de 1908 (Meiji 41), el cuartel general de la división se trasladó al nuevo edificio gubernamental de Takada. El 12 de abril de 1913 (Taishō 2), el cuartel general de la división se trasladó a Liaoyang, Manchuria. El 3 de junio de 1915 (Taishō 4), el cuartel general de la división regresó a la ciudad de Takada.
Después de eso, la división estuvo estacionada en Corea y luego se movilizó para la expedición a Siberia en 1920 (Taishō 9). Durante el Gran Terremoto de Kantō de 1923 (Taishō 12), fueron enviados a Tokio como fuerza de socorro y participaron en tareas de seguridad. Sin embargo, el gobierno estaba en problemas financieros debido a las campañas en curso durante la era Taishō, y en 1925 (Taishō 14), el llamado «Desarme Ugaki» implementado por el Gabinete Kato Takaaki a propuesta de Kazushige Ugaki, decidió abolir cuatro divisiones, y la 13.ª División. Fue abolida junto con las Divisiones 15, 17 y 18.
Además, el 12 de enero de 1911, cuando Gaifumi Nagaoka era comandante de la 13.ª División, el mayor Theodor von Lerch, soldado del Imperio austrohúngaro, enseñó técnicas de esquí al especialista esquí de la división. Se dice que este es el origen del esquí en Japón.

### Comandantes de división anteriores
- T. G. Haraguchi Kanesai: 1 de abril de 1905 (Meiji 38) - 6 de julio de 1906 (Meiji 39)
- T. G. Ikuzo Okazaki: 6 de julio de 1906 (Meiji 39) - 1 de junio de 1910 (Meiji 43)
- T. G. Gaishi Nagaoka: 1 de junio de 1910 (Meiji 43) - 15 de enero de 1913 (Taisho 2)
- T. G. Yoshifuru Akiyama: 15 de enero de 1913 (Taishō 2) - 15 de febrero de 1915 (Taishō 4)
- G. Ando Gensui: 15 de febrero de 1915 (Taishō 4) - 24 de julio de 1918 (Taishō 7)
- T. G. Torajiro Nishikawa: 24 de julio de 1918 (Taishō 7) - 6 de enero de 1921 (Taishō 10)
- T. G. Masahiko Kawamura: 6 de enero de 1921 (Taishō 10) - 6 de agosto de 1923 (Taishō 12)
- T. G. Tatsuzo Idogawa: 6 de agosto de 1923 (Taishō 12) - 1 de mayo de 1925 (Taishō 14; abolido)

### Exjefes de gabinete
- Col. de infantería Takuro Koizumi : 5 de febrero de 1905 (Meiji 38) [7] - julio de 1905
- Col. Hideichi Kawamura : julio de 1905 (Meiji 38)  - octubre de 1905
- T. Col. de infantería Toraji Wakami: octubre de 1905 (Meiji 38)  - 13 de noviembre de 1907 [8]
- Col. de infantería Kotaro Watanabe: 13 de noviembre de 1907 (Meiji 40) - 19 de enero de 1912 [9]
- Col. de infantería Shinshichi Kurata: 19 de enero de 1912 (Meiji 45) - Murió el 16 de abril de 1913 [10]
- Col. de infantería Shuto Takima : 16 de abril de 1913 (Taishō 2) - 15 de febrero de 1915 [11]
- Col. de infantería Taro Ueda: 15 de febrero de 1915 - 6 de agosto de 1917 [12]
- Col. Yoshihiko Hatano Artillería: 6 de agosto de 1917 (Taishō 6) - 25 de julio de 1919 [13]
- Col. de infantería Sotaro Kusakari : 25 de julio de 1919 (Taishō 8) - 6 de agosto de 1923 [14]
- Col. Renpei Ishikawa: 6 de agosto de 1923 (Taishō 12) - 4 de febrero de 1924 [15]
- Col. de infantería Hisajiro Nomura:[注 1] 4 de febrero de 1924 (Taishō 13) [16] - 12 de julio de 1924 [17]
- Col de infantería Kinzo Nakagawa: 12 de julio de 1924 (Taishō 13) - 1 de mayo de 1925 (Taishō 14) [18]

### Otras personalidades
- Chiang Kai-shek sirvió como artillero de campaña del 17.º Regimiento de Artillería de Campaña alrededor de 1910 (Meiji 43).

### Última unidad asignada
- 15.ª Brigada de Infantería
  - 16.o Regimiento de Infantería (Shibata)
  - 30.o Regimiento de Infantería (Takada)
- 26.ª Brigada de Infantería
  - 50.o Regimiento de Infantería (Matsumoto)
  - 58.o Regimiento de Infantería (Takada)
- 17.º Regimiento de Caballería (Takada)
- 19.º Regimiento de Artillería de Campaña (Takada)
- 13.º Batallón de Transporte Pesado (Takada)

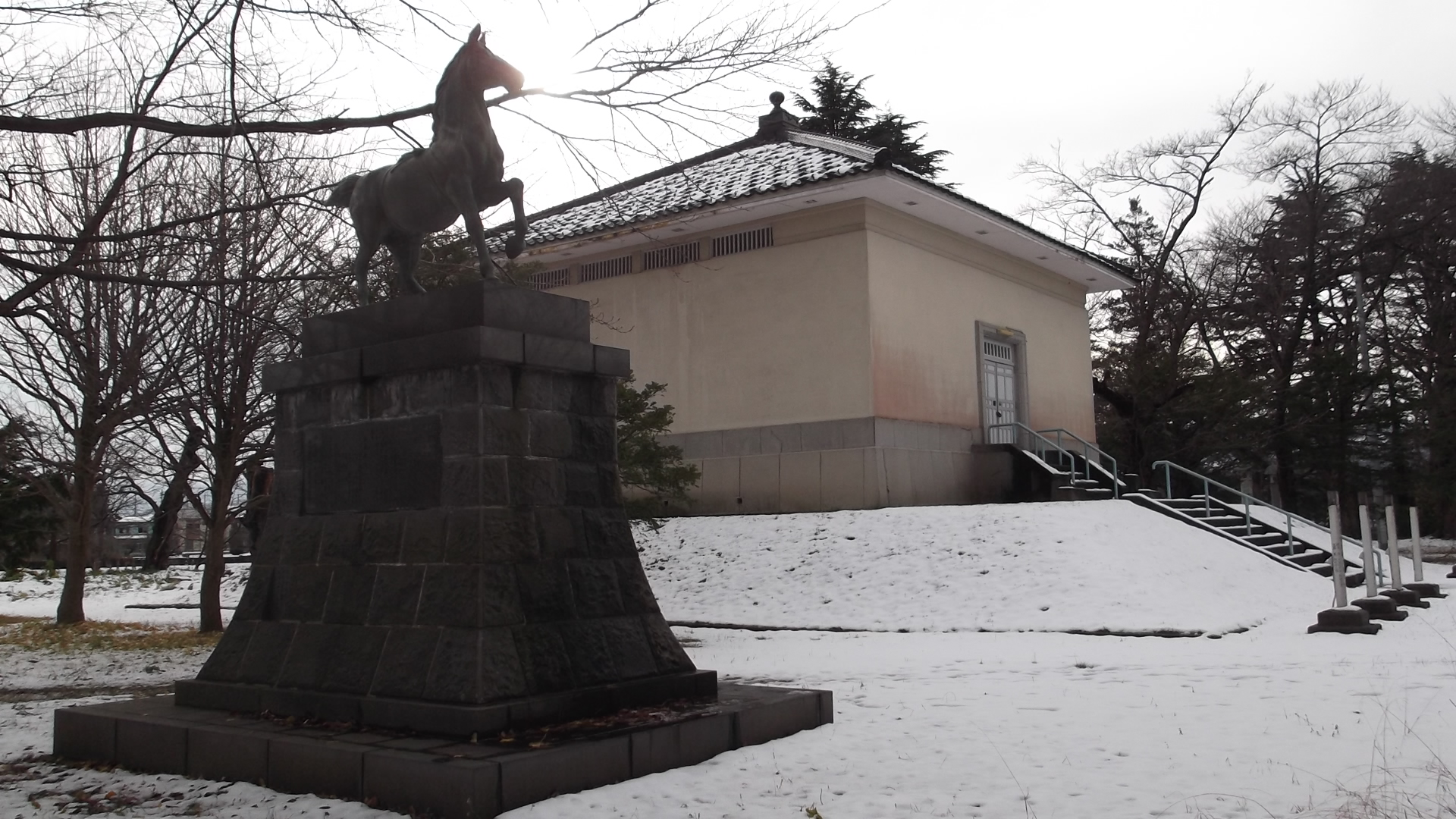
Monumento construido en el sitio del 17.º Regimiento de Caballería (en el parque de las ruinas del castillo de Takada, Jōetsu, Niigata)

## Segunda formación
Cuando estalló la segunda guerra sino-japonesa, se enviaron divisiones de Japón a la China continental una tras otra y, al mismo tiempo, se formaron nuevas divisiones especiales a partir de las divisiones permanentes existentes. La 13.ª División también fue revivida el 10 de septiembre de 1937 (Shōwa 12), haciéndose cargo de las labores de la 2.ª División, que se encontraba destinada en el extranjero, y a petición del general Iwane Matsui, comandante de la Fuerza Expedicionaria de Shanghái, fue enviada a reforzar a la 2.ª División junto con las divisiones 9.ª y 101.ª al frente de Shanghái como refuerzos para la batalla por la ciudad.
Después de la Batalla de Shanghái, la 13.ª estuvo presente en la Batalla de Nankín, y el 14 de febrero de 1938 (Shōwa 13), se incorporó a la recién creada Fuerza Expedicionaria de China y luchó en la Batalla de Xuzhou, y el 4 de julio, entró a formar parte estructural del Segundo Ejército de Japón en China en la operación de Wuhan. El 9 de noviembre  fue transferida al 11.º Ejército y participó en diversas operaciones en el frente chino.
Incluso después del estallido de la Guerra del Pacífico, permaneció en China central como parte del 11.º Ejército, y en 1944 (Shōwa 19), participó en la operación Togo 2, segunda etapa de la operación Ichi-Go, e invadió la provincia de Guangxi. El 11 de septiembre conquistó la última prefectura de Guangxi. El 1 de noviembre, capturaron los aeródromos 2 y 3 de Guilin, avanzaron brevemente hasta la provincia de Guizhou y ocuparon Dushan el 2 de diciembre. Después de la operación, estuvo a cargo de proteger el área de Yishan al oeste de Liuzhou, donde se encontraba el cuartel general del 11.º Ejército. La 3.ª División estaba a cargo de la dirección de Nanning hacia el sur, y la 58.ª División estaba a cargo de la dirección de Guilin hacia el noreste. En 1945 (Shōwa 20), debido a cambios en la situación bélica, el ejército japonés en la provincia de Guangxi comenzó a retirarse, y el 18 de abril, junto con la 3.ª División, pasó a ser una división bajo el control directo del Ejército Expedicionario de China y del frente de Nankín, se trasladó a la provincia de Hunan. La guerra terminó en Changsha.
La división se organizó originalmente como una división de cuatro unidades compuesta por el 65.º Regimiento de Infantería, el 104.º Regimiento de Infantería, el 58.º Regimiento de Infantería y el 116.º Regimiento de Infantería. En diciembre de 1942, el 58.º Regimiento de Infantería se convirtió en la 31.ª División y se reorganizó en una organización de tres unidades.

### Comandantes de división anteriores
- T. G. Ogisu Tatehei: 10 de septiembre de 1937 (Shōwa 12) - 1 de agosto de 1939 (Shōwa 14)
- T. G. Shizuichi Tanaka: 1 de agosto de 1939 (Shōwa 14) - 28 de septiembre de 1940 (Shōwa 15)
- T. G. Eitaro Uchiyama: 28 de septiembre de 1940 (Shōwa 15) - 17 de agosto de 1942 (Shōwa 17)
- T. G. Osamu Akashika: 17 de agosto de 1942 (Shōwa 17) - 20 de enero de 1945 (Shōwa 20)
- T. G. Minetaro Yoshida: 20 de enero de 1945 - Fin de la guerra

### Jefes de Estado Mayor
- Col. Yuzaburo Hata: 24 de septiembre de 1937 - 1 de marzo de 1938 [19]
- Col. de ingenieros Yoshihara Minoru: 1 de marzo de 1938 (Showa 13) - 10 de diciembre de 1938 [20]
- Col. de infantería Ishikawa Takuma: 10 de diciembre de 1938 (Showa 13) - 9 de marzo de 1940 [21]
- Col. de infantería Akinaga Riki: 9 de marzo de 1940 - 1 de agosto de 1942 [22]
- Col. Yochihawa Yoji: 1 de agosto de 1942 - 15 de junio de 1945 [23]
- Col. Nakamura Yokichi: 15 de junio de 1945 - Fin de la guerra [24]

### Estructura de mando final
- Jefe de Estado Mayor: Col. Nakamura Jukichi
  - Oficial de Estado Mayor: Mayor Tora Kamazawa
- Gerente de Contabilidad: T. C. de Contabilidad Oi Kiyoshi
- Director Médico Militar: T. C. Nagashichi Shibata
- Director Veterinario: T. C. Inoue Fumio

### Última unidad asignada
- 65.º Regimiento de Infantería (Aizuwakamatsu): Col. Hattori Takushiro
- 104.º Regimiento de Infantería (Sendai): Col. Noguchi Yoshio
- 116.º Regimiento de Infantería (Shibata): Col. Iwashita Eiichi
- 19.º Regimiento de Artillería de Montaña: Col. Ishihama Isao
- 13.º Regimiento de Ingenieros: Col. Ishikawa Shozo
- 13.º Regimiento de Transporte Pesado: Col. Tahara Chikao
- Cuerpo de Señales de la 13.ª División: Mayor Osono Hiroshi
- Unidad de Servicio de Artillería de la 13.ª División: Mayor Shinsaku Nakanishi
- Cuerpo Médico de la 13.ª División: T. C. Hashimoto Tadashi
- 13.ª División 1.º Hospital de Campaña: Cirujano Mayor Fujii Kiyoshi
- 13.ª División 2.º Hospital de Campaña: Cirujano Mayor Nakayama Keio
- 13.ª División 4.º Hospital de Campaña: Cirujano Mayor Yamada Nobuo
- Depósito de caballos y enfermos de la 13.ª División: Capitán veterinario Masuda Kenji

## Edificio del comandante de división existente
En la ciudad de Jōetsu, prefectura de Niigata, hay un edificio del antiguo comandante de división que fue reubicado del sitio donde se construyó en ese momento. Todavía existen tres oficinas del comandante de división: Jōetsu, Niigata (antes 13.ª División), Toyohashi, Aichi (antes 15.ª División) y Hirosaki, Aomori (antes 8.ª División).